# Helymeghatározás
A földrajzi helymeghatározás célja: egy felszíni pont helyzetének megadása földrajzi koordinátáival.
Két fontos eset:
- a geodéziai-geográfiai feladat fix objektumok – tereptárgyak, jellegzetes felszíni pontok (hegycsúcsok, partfokok stb.) – helyzetének megállapítása.
- a tengeri-légi hajózásban (navigáció) a mozgó jármű pillanatnyi helyének és sebességének megállapítása.

Az úthálózaton közlekedő járművek helyzetét jelenleg a GPS rendszer alkalmazásával lehet legkönnyebben meghatározni. Ez azonban csak ott működik megfelelően, ahol a terepről térképes adatbázis áll rendelkezésre.
A hagyományos helymeghatározásban a földrajzi hosszúság a helyi idő és a világidő különbségének meghatározásával, a földrajzi szélesség pedig a sarkmagasság megmérésével végezhető el.
Modern helymeghatározás a műholdas navigációs rendszerrel (NNSS = Navy Navigation Satellite System) végezhető el.

## A hosszúsági fok meghatározása
A földrajzi hely meghatározásában különböző, egyre fejlettebb műszerek feltalálásáig a Nap állásának megfigyelése segítette a hajósokat és a korai csillagászokat.  A földrajzi szélességre délben a Nap delelési, legnagyobb magassága alapján következtethetünk – az egyenlítőhöz közeledve egyre magasabban van délben a Nap.
A hosszúsági fok meghatározása jóval nehezebb. Azt kell tudnunk, hogy a Föld forgásának következtében a referencia hosszúsági körhöz (pl. a 0.) képest mennyivel később delel a Nap ott, ahol vagyunk. Ha rendelkezünk egy órával, ami mutatja pl. a greenwichi időt, azt délben összehasonlíthatjuk a Nap delelése szerint mikor van a mi helyzetünkben dél. Ahány perc vagy óra a különbség a greenwichi 12:00-hoz képest deleléskor, annyival vagyunk a hosszúság körben keleti vagy nyugati irányban. Pontos eredményhez strapabíró időmérő eszközökre van szükség, ennek tengeri kivitelezésében a 18. században az angol John Harrison volt úttörő.